# Hong Kong Open 1991
L'Hong Kong Open 1991 è stato un torneo di tennis giocato sul cemento. È stata la 16ª edizione dell'Hong Kong Open che fa parte della categoria World Series nell'ambito dell'ATP Tour 1991.
Si è giocato a Hong Kong dall'1 al 7 aprile 1991.

## Campioni

### Singolare
Richard Krajicek ha battuto in finale  Wally Masur con il punteggio di 6–2, 3–6, 6–3

### Doppio
Patrick Galbraith /  Todd Witsken hanno battuto in finale  Glenn Michibata /  Robert Van't Hof con il punteggio di 6–2, 6–4